# Llista de topònims de Vilafranca de Conflent
Llista de topònims (noms propis de lloc) de Vilafranca de Conflent (Conflent).
Informació actualitzada per un bot. Els canvis manuals es perdran quan s'actualitzi!

## capella
| imatge | Nom                             | Ubicat a               | instància de | Detalls | coordenades                                                                        | Protecció                     | Commons (més fotos)                                     | Dades a WD                    |
| ------ | ------------------------------- | ---------------------- | ------------ | ------- | ---------------------------------------------------------------------------------- | ----------------------------- | ------------------------------------------------------- | ----------------------------- |
|        | Sant Lluís Rei del Fort Libèria | Vilafranca de Conflent | capella      |         | 42° 35′ 23″ N, 2° 21′ 54″ E / 42.589669°N,2.364952°E 602.2 msnm                    |                               | Chapelle du fort Libéria                                | Modifica les dades a Wikidata |
|        | Sant Pau del Claustre           | Vilafranca de Conflent | capella      |         | 42° 35′ 11″ N, 2° 21′ 57″ E / 42.5865°N,2.3659°E ca:plaça de l'Església 438.2 msnm | monument històric inventariat | Enfeu de l'ancien cimetière de Villefranche-de-Conflent | Modifica les dades a Wikidata |

## casa
| imatge | Nom                                                  | Ubicat a               | instància de | Detalls      | coordenades | Protecció                     | Commons (més fotos)                             | Dades a WD                    |
| ------ | ---------------------------------------------------- | ---------------------- | ------------ | ------------ | --- | ----------------------------- | ----------------------------------------------- | ----------------------------- |
|        | Casa Alazet                                          | Vilafranca de Conflent | casa edifici | 16th century | 42° 35′ 14″ N, 2° 22′ 07″ E / 42.587243°N,2.368594°E fr:58, carrer de Sant-Joan 431.8 msnm                                | monument històric inventariat |                                                 | Modifica les dades a Wikidata |
|        | Casa Autié                                           | Vilafranca de Conflent | casa edifici |              | 42° 35′ 12″ N, 2° 21′ 57″ E / 42.586615°N,2.365837°E fr:place de l'Église 348.2 msnm                                      | monument històric inventariat |                                                 | Modifica les dades a Wikidata |
|        | Casa Boier                                           | Vilafranca de Conflent | casa edifici |              | 42° 35′ 12″ N, 2° 21′ 55″ E / 42.586549°N,2.365413°E fr:rue Saint-Jean 438.3 msnm                                         | monument històric inventariat |                                                 | Modifica les dades a Wikidata |
|        | Casa Carreres                                        | Vilafranca de Conflent | casa         |              | 42° 35′ 13″ N, 2° 22′ 08″ E / 42.586892°N,2.368771°E fr:75, rue Saint-Jean ca:75, del carrer de Sant Joan 436.2 msnm      | monument històric inventariat |                                                 | Modifica les dades a Wikidata |
|        | Casa Deixona                                         | Vilafranca de Conflent | casa edifici |              | 42° 35′ 12″ N, 2° 22′ 00″ E / 42.586655°N,2.366803°E fr:rue Saint-Jacques 437.2 msnm                                      | monument històric inventariat |                                                 | Modifica les dades a Wikidata |
|        | Casa Laporta                                         | Vilafranca de Conflent | casa         |              | 42° 35′ 13″ N, 2° 22′ 01″ E / 42.586931°N,2.366813°E fr:32, rue Saint-Jean ca:32, del carrer de Sant Joan                 | monument històric inventariat |                                                 | Modifica les dades a Wikidata |
|        | Casa Masdéu                                          | Vilafranca de Conflent | casa         |              | 42° 35′ 13″ N, 2° 22′ 00″ E / 42.586907°N,2.36669°E fr:28 i 30 del carrer de Sant Joan 436.2 msnm                         | monument històric inventariat |                                                 | Modifica les dades a Wikidata |
|        | Casa Querol                                          | Vilafranca de Conflent | casa         |              | 42° 35′ 14″ N, 2° 22′ 07″ E / 42.587215°N,2.368514°E fr:77, rue Saint-Jean ca:77, del carrer de Sant Joan                 | monument històric inventariat |                                                 | Modifica les dades a Wikidata |
|        | Casa d'Emili Maurí                                   | Vilafranca de Conflent | casa         |              | 42° 35′ 14″ N, 2° 22′ 04″ E / 42.587168°N,2.367758°E fr:44, rue Saint-Jean ca:44, del carrer de Sant Joan                 | monument històric inventariat |                                                 | Modifica les dades a Wikidata |
|        | Casa d'Enriqueta Duran                               | Vilafranca de Conflent | casa         |              | 42° 35′ 13″ N, 2° 21′ 59″ E / 42.58688°N,2.366492°E fr:24 i 26 del carrer de Sant Joan                                    | monument històric inventariat |                                                 | Modifica les dades a Wikidata |
|        | Casa de Cecília Pi                                   | Vilafranca de Conflent | casa         |              | 42° 35′ 13″ N, 2° 21′ 59″ E / 42.587038°N,2.366433°E fr:29, rue Saint-Jean ca:29, del carrer de Sant Joan                 | monument històric inventariat |                                                 | Modifica les dades a Wikidata |
|        | Casa de Jaume Martí                                  | Vilafranca de Conflent | casa         |              | 42° 35′ 13″ N, 2° 21′ 56″ E / 42.586828°N,2.365531°E fr:7, rue Saint-Jean ca:7, del carrer de Sant Joan                   | monument històric inventariat |                                                 | Modifica les dades a Wikidata |
|        | Casa de Jaume Vergers del 73 del carrer de Sant Joan | Vilafranca de Conflent | casa         |              | 42° 35′ 15″ N, 2° 22′ 06″ E / 42.587377°N,2.368321°E fr:73, rue Saint-Jean ca:73, del carrer de Sant Joan                 | monument històric inventariat |                                                 | Modifica les dades a Wikidata |
|        | Casa de Jaume Vergers del 79 del carrer de Sant Joan | Vilafranca de Conflent | casa         |              | 42° 35′ 15″ N, 2° 22′ 07″ E / 42.587405°N,2.368541°E fr:79, rue Saint-Jean ca:79, del carrer de Sant Joan                 | monument històric inventariat |                                                 | Modifica les dades a Wikidata |
|        | Casa de Josep Martí                                  | Vilafranca de Conflent | casa         |              | 42° 35′ 13″ N, 2° 21′ 57″ E / 42.58684°N,2.365773°E fr:13, rue Saint-Jean ca:13, del carrer de Sant Joan                  | monument històric inventariat |                                                 | Modifica les dades a Wikidata |
|        | Casa de Llar                                         | Vilafranca de Conflent | casa         |              | 42° 35′ 14″ N, 2° 22′ 03″ E / 42.587286°N,2.367473°E fr:53, rue Saint-Jean ca:53, del carrer de Sant Joan                 | monument històric inventariat |                                                 | Modifica les dades a Wikidata |
|        | Casa de Lleó Berjoan                                 | Vilafranca de Conflent | casa         |              | 42° 35′ 13″ N, 2° 21′ 59″ E / 42.587014°N,2.366352°E fr:27, rue Saint-Jean ca:27, del carrer de Sant Joan                 | monument històric inventariat |                                                 | Modifica les dades a Wikidata |
|        | Casa de Pere Berjoan                                 | Vilafranca de Conflent | casa         |              | 42° 35′ 14″ N, 2° 22′ 01″ E / 42.587156°N,2.366974°E fr:39, rue Saint-Jean ca:39, del carrer de Sant Joan                 | monument històric inventariat |                                                 | Modifica les dades a Wikidata |
|        | Casa de Pere Vergers                                 | Vilafranca de Conflent | casa         |              | 42° 35′ 15″ N, 2° 22′ 07″ E / 42.587405°N,2.368616°E fr:81, rue Saint-Jean ca:81, del carrer de Sant Joan                 | monument històric inventariat |                                                 | Modifica les dades a Wikidata |
|        | Casa de Raül Duran                                   | Vilafranca de Conflent | casa         |              | 42° 35′ 14″ N, 2° 22′ 05″ E / 42.587334°N,2.367983°E fr:65, rue Saint-Jean ca:65, del carrer de Sant Joan                 | monument històric inventariat |                                                 | Modifica les dades a Wikidata |
|        | Casa de l'11 del Carrer de Sant Joan                 | Vilafranca de Conflent | casa         |              | 42° 35′ 12″ N, 2° 21′ 56″ E / 42.586783333333°N,2.3656416666667°E fr:11 del Carrer de Sant Joan                           |                               |                                                 | Modifica les dades a Wikidata |
|        | Casa de l'11 del Carrer dels Teixidors               | Vilafranca de Conflent | casa         |              | 42° 35′ 15″ N, 2° 22′ 00″ E / 42.587405555556°N,2.3665333333333°E ca:11, del carrer dels Teixidors                        |                               |                                                 | Modifica les dades a Wikidata |
|        | Casa de l'Infant                                     | Vilafranca de Conflent | casa         |              | 42° 35′ 14″ N, 2° 22′ 05″ E / 42.587346°N,2.368069°E fr:67, rue Saint-Jean ca:67, del carrer de Sant Joan                 | monument històric inventariat | Maison de l'Infante de Villefranche-de-Conflent | Modifica les dades a Wikidata |
|        | Casa del 17 del Carrer de Sant Joan                  | Vilafranca de Conflent | casa         |              | 42° 35′ 13″ N, 2° 21′ 57″ E / 42.586880555556°N,2.3659°E fr:17 del carrer de Sant Joan                                    |                               |                                                 | Modifica les dades a Wikidata |
|        | Casa del 18-22 del Carrer de Sant Joan               | Vilafranca de Conflent | casa         |              | 42° 35′ 12″ N, 2° 21′ 58″ E / 42.586772222222°N,2.3659972222222°E fr:18 i 20 del carrer de Sant Joan                      |                               |                                                 | Modifica les dades a Wikidata |
|        | Casa del 34 del Carrer de Sant Jaume                 | Vilafranca de Conflent | casa         |              | 42° 35′ 13″ N, 2° 22′ 04″ E / 42.586875°N,2.3678527777778°E fr:34 del Carrer de Sant Jaume                                |                               |                                                 | Modifica les dades a Wikidata |
|        | Casa del 34 del Carrer de Sant Joan                  | Vilafranca de Conflent | casa         |              | 42° 35′ 13″ N, 2° 22′ 01″ E / 42.58686°N,2.367001°E fr:34, rue Saint-Jean ca:34, del carrer de Sant Joan                  | monument històric inventariat |                                                 | Modifica les dades a Wikidata |
|        | Casa del 36 del Carrer de Sant Jaume                 | Vilafranca de Conflent | casa         |              | 42° 35′ 13″ N, 2° 22′ 05″ E / 42.586875°N,2.3679305555556°E fr:36 del Carrer de Sant Jaume                                |                               |                                                 | Modifica les dades a Wikidata |
|        | Casa del 36 del Carrer de Sant Joan                  | Vilafranca de Conflent | casa         |              | 42° 35′ 13″ N, 2° 22′ 01″ E / 42.587041666667°N,2.3670277777778°E fr:36 del carrer de Sant Joan                           |                               |                                                 | Modifica les dades a Wikidata |
|        | Casa del 38 bis del Carrer de Sant Joan              | Vilafranca de Conflent | casa         |              | 42° 35′ 14″ N, 2° 22′ 03″ E / 42.587163888889°N,2.3675055555556°E fr:38 bis del carrer de Sant Joan                       |                               |                                                 | Modifica les dades a Wikidata |
|        | Casa del 43 del Carrer de Sant Joan                  | Vilafranca de Conflent | casa         |              | 42° 35′ 14″ N, 2° 22′ 02″ E / 42.587202777778°N,2.3671416666667°E fr:43 del carrer de Sant Joan                           |                               |                                                 | Modifica les dades a Wikidata |
|        | Casa del 45 del Carrer de Sant Joan                  | Vilafranca de Conflent | casa         |              | 42° 35′ 14″ N, 2° 22′ 02″ E / 42.587247222222°N,2.3672694444444°E fr:45 del carrer de Sant Joan                           |                               |                                                 | Modifica les dades a Wikidata |
|        | Casa del 47 del Carrer de Sant Joan                  | Vilafranca de Conflent | casa         |              | 42° 35′ 14″ N, 2° 22′ 02″ E / 42.587244444444°N,2.3673527777778°E fr:47 del carrer de Sant Joan                           |                               |                                                 | Modifica les dades a Wikidata |
|        | Casa del 49 del Carrer de Sant Joan                  | Vilafranca de Conflent | casa         |              | 42° 35′ 14″ N, 2° 22′ 03″ E / 42.587269444444°N,2.367525°E fr:49 del carrer de Sant Joan                                  |                               |                                                 | Modifica les dades a Wikidata |
|        | Casa del 5 del Carrer de Sant Pere                   | Vilafranca de Conflent | casa         |              | 42° 35′ 14″ N, 2° 21′ 59″ E / 42.587238888889°N,2.3662944444444°E fr:5 del carrer de Sant Pere, de Vilafranca de Conflent |                               |                                                 | Modifica les dades a Wikidata |
|        | Casa del 51 del Carrer de Sant Joan                  | Vilafranca de Conflent | casa         |              | 42° 35′ 14″ N, 2° 22′ 03″ E / 42.587266666667°N,2.3675055555556°E fr:51 del carrer de Sant Joan                           | monument històric catalogat   |                                                 | Modifica les dades a Wikidata |
|        | Casa del 6 del Carrer de Sant Jaume                  | Vilafranca de Conflent | casa         |              | 42° 35′ 12″ N, 2° 22′ 01″ E / 42.586678°N,2.366942°E fr:6, rue Saint-Jacques ca:6, del carrer de Sant Jaume               | monument històric inventariat |                                                 | Modifica les dades a Wikidata |
|        | Casa del 6 del Carrer de Sant Pere                   | Vilafranca de Conflent | casa         |              | 42° 35′ 14″ N, 2° 21′ 59″ E / 42.587161111111°N,2.366475°E fr:6 del carrer de Sant Pere                                   |                               |                                                 | Modifica les dades a Wikidata |
|        | Casa del 6 del Carrer dels Teixidors                 | Vilafranca de Conflent | casa         |              | 42° 35′ 14″ N, 2° 22′ 00″ E / 42.587216666667°N,2.3667805555556°E ca:6, del carrer dels Teixidors                         |                               |                                                 | Modifica les dades a Wikidata |
|        | Casa del 7 del Carrer de Sant Pere                   | Vilafranca de Conflent | casa         |              | 42° 35′ 14″ N, 2° 21′ 58″ E / 42.587305555556°N,2.3662416666667°E fr:7 del carrer de Sant Pere                            |                               |                                                 | Modifica les dades a Wikidata |
|        | Casa del 83 del Carrer de Sant Joan                  | Vilafranca de Conflent | casa         |              | 42° 35′ 15″ N, 2° 22′ 07″ E / 42.587394444444°N,2.3687194444444°E ca:83 del carrer de Sant Joan                           |                               |                                                 | Modifica les dades a Wikidata |
|        | Casa del 9 del Carrer de Sant Joan                   | Vilafranca de Conflent | casa         |              | 42° 35′ 12″ N, 2° 21′ 56″ E / 42.586775°N,2.3655833333333°E fr:9 del Carrer de Sant Joan                                  |                               |                                                 | Modifica les dades a Wikidata |

## cova
| imatge | Nom                   | Ubicat a               | instància de | Detalls | coordenades                                          | Protecció | Commons (més fotos) | Dades a WD                    |
| ------ | --------------------- | ---------------------- | ------------ | ------- | ---------------------------------------------------- | --------- | ------------------- | ----------------------------- |
|        | Cova Bastera          | Vilafranca de Conflent | cova         |         | 42° 35′ 11″ N, 2° 22′ 04″ E / 42.5863°N,2.3677°E     |           |                     | Modifica les dades a Wikidata |
|        | cova de les Canaletes | Vilafranca de Conflent | cova         |         | 42° 34′ 57″ N, 2° 22′ 15″ E / 42.5825°N,2.37083333°E |           |                     | Modifica les dades a Wikidata |

## despoblat
| imatge | Nom                                | Ubicat a                                  | instància de               | Detalls | coordenades                                                                  | Protecció | Commons (més fotos) | Dades a WD                    |
| ------ | ---------------------------------- | ----------------------------------------- | -------------------------- | ------- | ---------------------------------------------------------------------------- | --------- | ------------------- | ----------------------------- |
|        | Bell-lloc (Vilafranca de Conflent) | Vilafranca de Conflent Pirineus Orientals | despoblat municipi francès |         | 42° 36′ 13″ N, 2° 21′ 45″ E / 42.603511111111°N,2.3624°E Conflent 888.9 msnm |           |                     | Modifica les dades a Wikidata |
|        | Campelles                          | Vilafranca de Conflent                    | despoblat                  |         | 42° 35′ 39″ N, 2° 21′ 16″ E / 42.594117°N,2.354447°E 1059.2 msnm             |           |                     | Modifica les dades a Wikidata |

## edifici
| imatge | Nom                                   | Ubicat a               | instància de | Detalls | coordenades                                                                                       | Protecció | Commons (més fotos) | Dades a WD                    |
| ------ | ------------------------------------- | ---------------------- | ------------ | ------- | ------------------------------------------------------------------------------------------------- | --------- | ------------------- | ----------------------------- |
|        | Casa del 20 del Carrer de Sant Jaume  | Vilafranca de Conflent | edifici      |         | 42° 35′ 12″ N, 2° 22′ 03″ E / 42.586791666667°N,2.3674833333333°E fr:20 del Carrer de Sant Jaume  |           |                     | Modifica les dades a Wikidata |
|        | Casa del 41 del Carrer de Sant Joan   | Vilafranca de Conflent | edifici      |         | 42° 35′ 14″ N, 2° 22′ 01″ E / 42.587180555556°N,2.3670611111111°E fr:41 del carrer de Sant Joan   |           |                     | Modifica les dades a Wikidata |
|        | Casa del 42 del Carrer de Sant Joan   | Vilafranca de Conflent | edifici      |         | 42° 35′ 14″ N, 2° 22′ 03″ E / 42.587197222222°N,2.367625°E fr:42 del carrer de Sant Joan          |           |                     | Modifica les dades a Wikidata |
|        | Casa del 5/7 del Carrer de Sant Jaume | Vilafranca de Conflent | edifici      |         | 42° 35′ 13″ N, 2° 22′ 01″ E / 42.586858333333°N,2.3669583333333°E fr:5/7 del Carrer de Sant Jaume |           |                     | Modifica les dades a Wikidata |
|        | Casa del 8 del Carrer de Sant Jaume   | Vilafranca de Conflent | edifici      |         | 42° 35′ 13″ N, 2° 22′ 01″ E / 42.586875°N,2.366975°E fr:8 del Carrer de Sant Jaume                |           |                     | Modifica les dades a Wikidata |

## església
| imatge | Nom                                  | Ubicat a               | instància de          | Detalls                                                                             | coordenades                                                       | Protecció                   | Commons (més fotos)                              | Dades a WD                    |
| ------ | ------------------------------------ | ---------------------- | --------------------- | ----------------------------------------------------------------------------------- | ----------------------------------------------------------------- | --------------------------- | ------------------------------------------------ | ----------------------------- |
|        | Sant Andreu de Bell-lloc             | Vilafranca de Conflent | església Ús: església | Estil: arquitectura romànica Anomenat per: Andreu apòstol                           | 42° 36′ 15″ N, 2° 21′ 56″ E / 42.6042°N,2.36569°E 893.3 msnm      |                             | Église Saint-André de Belloc                     | Modifica les dades a Wikidata |
|        | Sant Andreu de les Vinyes            | Vilafranca de Conflent | església              |                                                                                     | 42° 35′ 04″ N, 2° 21′ 38″ E / 42.584325°N,2.36068056°E 448.3 msnm |                             |                                                  | Modifica les dades a Wikidata |
|        | Sant Esteve de Campelles             | Vilafranca de Conflent | església Ús: església | Estil: arquitectura romànica Dedicat a: Esteve màrtir                               | 42° 35′ 39″ N, 2° 21′ 18″ E / 42.594249°N,2.355003°E 1055.2 msnm  |                             | Église Saint-Étienne de Campilles                | Modifica les dades a Wikidata |
|        | Sant Jaume de Vilafranca de Conflent | Vilafranca de Conflent | església Ús: església | Estil: arquitectura romànica Anomenat per: Jaume el Major Dedicat a: Jaume el Major | 42° 35′ 12″ N, 2° 21′ 59″ E / 42.5866°N,2.36634°E 437.9 msnm      | monument històric catalogat | Église Saint-Jacques de Villefranche-de-Conflent | Modifica les dades a Wikidata |

## làpida
| imatge | Nom                                | Ubicat a               | instància de | Detalls | coordenades                          | Protecció                   | Commons (més fotos) | Dades a WD                    |
| ------ | ---------------------------------- | ---------------------- | ------------ | ------- | ------------------------------------ | --------------------------- | ------------------- | ----------------------------- |
|        | làpida de Jaume de Formiguera      | Vilafranca de Conflent | làpida       |         | Sant Jaume de Vilafranca de Conflent | monument històric catalogat |                     | Modifica les dades a Wikidata |
|        | làpida de Jaume de Ralleu          | Vilafranca de Conflent | làpida       |         | Sant Jaume de Vilafranca de Conflent | monument històric catalogat |                     | Modifica les dades a Wikidata |
|        | làpida de Ramon Castelló           | Vilafranca de Conflent | làpida       |         | Sant Jaume de Vilafranca de Conflent | monument històric catalogat |                     | Modifica les dades a Wikidata |
|        | placa funerària d'Arnau de Bardoyl | Vilafranca de Conflent | làpida       |         | Sant Jaume de Vilafranca de Conflent | monument històric catalogat |                     | Modifica les dades a Wikidata |

## Misc
| imatge | Nom                                                            | Ubicat a                     | instància de                              | Detalls                                                   | coordenades | Protecció | Commons (més fotos)                                | Dades a WD                    |
| ------ | -------------------------------------------------------------- | ---------------------------- | ----------------------------------------- | --------------------------------------------------------- | --- | --- | -------------------------------------------------- | ----------------------------- |
|        | Antic Hospital de Vilafranca de Conflent                       | Vilafranca de Conflent       | antic hospital                            |                                                           | 42° 35′ 14″ N, 2° 22′ 02″ E / 42.587222222222°N,2.3672222222222°E fr:38, rue Saint-Jean                                     | monument històric inventariat                                                                                             | Hôpital de Villefranche-de-Conflent                | Modifica les dades a Wikidata |
|        | Casa de la Vila de Vilafranca de Conflent                      | Vilafranca de Conflent       | instal·lació Ús: seu del govern local     |                                                           | 42° 35′ 13″ N, 2° 21′ 59″ E / 42.5868136946586°N,2.36638386393308°E fr:24, rue Saint-Jean fr:66500 VILLEFRANCHE-DE-CONFLENT | monument històric inventariat                                                                                             | Town hall of Villefranche-de-Conflent              | Modifica les dades a Wikidata |
|        | Fort Libèria                                                   | Vilafranca de Conflent Fullà | fort                                      | Arquitecte: Sébastien Le Prestre de Vauban 1681           | 42° 35′ 24″ N, 2° 21′ 53″ E / 42.5899°N,2.3647°E                                                                            | monument històric catalogat                                                                                               | Fort Libéria                                       | Modifica les dades a Wikidata |
|        | Sant Francesc de Vilafranca de Conflent                        | Vilafranca de Conflent       | convent                                   |                                                           | 42° 35′ 10″ N, 2° 21′ 47″ E / 42.58618889°N,2.362975°E fr:17 del carrer de Sant Jaume 443.3 msnm                            | | Couvent Saint-François de Villefranche-de-Conflent | Modifica les dades a Wikidata |
|        | Tet                                                            | Pirineus Orientals           | riu                                       | Desemboca: mar Mediterrània Llarg: 115.8km Conca: 1369km² | 42° 42′ 48″ N, 3° 02′ 23″ E / 42.713333333333°N,3.0397222222222°E                                                           | | Têt                                                | Modifica les dades a Wikidata |
|        | Vila de Vilafranca de Conflent                                 | Vilafranca de Conflent       | muralla urbana vila closa                 |                                                           | 42° 35′ 16″ N, 2° 22′ 08″ E / 42.587777777778°N,2.3688888888889°E Vilafranca de Conflent 435.2 msnm                         | monument històric catalogat monument sélectionné par la mission d'identification du patrimoine immobilier en péril (2021) | City walls of Villefranche-de-Conflent             | Modifica les dades a Wikidata |
|        | avantmuralla, fort i la Cova Bastera de Vilafranca de Conflent | Vilafranca de Conflent       | grup d'estructures o edificis             | Superfície: 6 165ha                                       | 42° 35′ 17″ N, 2° 21′ 58″ E / 42.58806°N,2.36611°E                                                                          | lloc component de Patrimoni de la Humanitat                                                                               |                                                    | Modifica les dades a Wikidata |
|        | cadirat del cor de Sant Jaume de Vilafranca de Conflent        | Vilafranca de Conflent       | cadirat de cor                            |                                                           | Sant Jaume de Vilafranca de Conflent                                                                                        | monument històric catalogat                                                                                               |                                                    | Modifica les dades a Wikidata |
|        | cementiri de Vilafranca de Conflent                            | Vilafranca de Conflent       | cementiri                                 |                                                           | 42° 35′ 18″ N, 2° 22′ 08″ E / 42.5884°N,2.3689°E                                                                            | |                                                    | Modifica les dades a Wikidata |
|        | refugi de Bell-lloc                                            | Vilafranca de Conflent       | instal·lació esportiva refugi de muntanya |                                                           | 42° 36′ 11″ N, 2° 21′ 44″ E / 42.60306°N,2.36217°E fr:BELLOC 66500 Villefranche-de-Conflent                                 | |                                                    | Modifica les dades a Wikidata |